# CD 엘 나시오날
클루브 데포르티보 엘 나시오날 (Club Deportivo El Nacional) 은 키토를 연고로 하는 에콰도르의 스포츠 클럽으로, 프로 축구팀으로 잘 알려져 있다. 이 팀은 현재 국내 1부 리그인 에콰도르 세리에 A에 소속되어 있다.
엘 나시오날은 13차례 1부 리그 우승을 거두었다. 이 클럽은 국내 리그 3연패를 경험해 본 유일한 팀이며, 이 업적을 1976-78, 그리고 1982-84에 달성하였다. 이 클럽은 코파 리베르타도레스에 22번 참가했는데, 이는 에콰도르 클럽 역사상 최다 기록이다. 이 팀이 대륙컵에서 낸 최고 성적은 1985 시즌의 4강이었다.
엘 나시오날은 1964년 6월 1일에 창단되어 에콰도르 군대가 2013년에 첫 민주적 선거가 있기 전까지 관할했었다. 이 클럽은 지금까지도 에콰도르인 축구 선수만 기용하는 전통을 지니고 있는데, 이로 인해 엘 나시오날은 Puros Criollos (순수 크리올)이라는 별명을 얻었다. 라이벌 구단으로는 같은 연고지의 LDU 키토, 데포르티보 키토, 그리고 과야킬 연고의 바르셀로나 스포르팅과 에멜레크가 있었다. 현재 에스타디오 올림피코 아타왈파를 홈구장으로 쓰고 있다.
엘 나시오날이 참가하는 다른 스포츠 부서로는 체조, 탁구, 에콰발리, 체스, 그리고 사격이 있다.

## 선수 명단

### 현역
참고: FIFA 자격 규정에 따라 소속된 국가대표팀 국기를 표시합니다. 선수는 복수의 FIFA 비회원국 국적을 가지고 있을 수 있습니다.
| 번호 | 포지션 | 국적 | 이름 |
| ---- | ------ | ---- | ---- |

| 번호 | 포지션 | 국적 | 이름 |
| ---- | ------ | ---- | ---- |

## 역대 감독
| 감독                | 임기 |
| ------------------- | ---- |
| 토도르 베셀리노비치 | 1974 |

틀:CD 엘 나시오날 감독